# Pigment metaliczny

Pigmenty metaliczne w warstwie farby

Pigmenty metaliczne – jedna z podstawowych grup pigmentów (pozostałe to pigmenty absorpcyjne, perłowe oraz fluorescencyjne i fosforescencyjne). Pigmenty metaliczne są drobinami pojedynczych metali lub ich stopów, przy czym w zależności od pożądanego efektu wizualnego stosuje się je w określonych stopniach rozdrobnienia, co odróżnia je od większości pozostałych pigmentów, w których pożądana jest jak najmniejsza wielkość ziaren. Drugą specyfiką ziaren tego typu pigmentów jest kształt – najczęściej dąży się do tego, aby były w postaci płytek (w praktyce są to łuski).
Pigmenty metaliczne są wykorzystywane w powłokach malarskich, lakierniczych, emaliowych, a także w masach plastycznych, kosmetykach, a nawet żywności. Mogą służyć do barwienia powierzchni na kolory metaliczne, imitacji powłok metalicznych lub do nadawania powierzchniom barwionym innymi substancjami barwiącymi dodatkowych cech wizualnych, jak połysk, iskrzenie, mienienie się itp.
Jako pigmenty metaliczne nadające same sobą barwę najczęściej stosuje się aluminium, które ma imitować srebro, oraz mosiądze mające imitować złoto w różnych odcieniach; oprócz tego stosowane są mosiądze o odmiennych odcieniach. Ponieważ jednak pigmenty takie są nieekologiczne i drogie, coraz częściej zastępuje się je aluminium zabarwianym lakami. Wszelkie pigmenty metaliczne stosowane w poligrafii nazywa się potocznie brązami, aczkolwiek nie jest to określenie zgodne z podstawową definicją brązów. Do pozostałych zastosowań wykorzystywane jest najczęściej aluminium jako składnik efektowy towarzyszący barwnikom.